# Ugo Agostoni
Ugo Agostoni (Lissone, 27 de juliol de 1893 – Desio, 26 de setembre de 1941) va ser un ciclista italià que fou professional entre 1911 i 1924. En el seu palmarès destaquen la Milà-Sanremo de 1914 i una etapa al Giro d'Itàlia de 1920.
Morí el 1941 després d'una operació quirúrgica i el 1946, al seu poble natal, es creà la Copa Agostoni en honor seu.

## Palmarès
- 1910 (amateur)
  - 1r a la Gran Cursa del Segle
  - 1r de la cursa Mar-Muntanya-Llac
- 1911
  - Vencedor d'una etapa a la Roma-Nàpols-Roma
- 1912
  - 1r al Giro de l'Emília
- 1914
  - 1r a la Milà-Sanremo
- 1920
  - Vencedor d'una etapa al Giro d'Itàlia

### Resultat al Giro d'Itàlia
- 1911. Abandona
- 1912. 2n de la classificació per equips, junt a Carlo Durando, Angelo Gremo i Domenico Alassia
- 1913. 11è de la classificació general
- 1914. Abandona
- 1919. 5è de la classificació general
- 1920. 7è de la classificació general i vencedor d'una etapa
- 1921. Abandona
- 1922. Abandona
- 1923. Abandona

### Resultat al Tour de França
- 1912. Abandona (2a etapa)